# Bedellia silvicolella
Bedellia silvicolella is een vlinder uit de familie venstermineermotten (Bedelliidae). De wetenschappelijke naam van de soort is voor het eerst geldig gepubliceerd in 1968 door Klimesch.
De soort komt alleen voor op de Canarische Eilanden.